# Порожки (Калінінський район)
Порожки (рос. Порожки) — присілок в Калінінському районі Тверської області Російської Федерації.
Населення становить 20 осіб. Входить до складу муніципального утворення Медновське сільське поселення.

## Історія
Від 2005 року входить до складу муніципального утворення Медновське сільське поселення.

## Населення
| 2008 | 2010 |
| ---- | ---- |
| 23   | ↘20  |